# ОШ „Љубивоје Бајић” Медвеђа (Трстеник)
ОШ „Љубивоје Бајић”   је основна школа која се налази у насељу Медвеђа, општина Трстеник.

## Историјат
Прва школа у Медвеђи отворена је 1828. године и била је приватна. Налазила се на углу црквеног дворишта, а први учитељ је био Ђока Тотевић који је са Михајлом Векићем стекао писменост у Љубостињи. У школу је ишло 7 дечака богатијих сељака.
Године 1834. је учитељ Тотевић затворио школу и отишао у Љубостињу. Године 1836. Милош Обреновић је издао наређење о отварању школе у местима која су то желела. Школа је опет радила, а сада је учитељ био Сима, трговац из Срема, који је након трогодишњег рада затворио школу.
По престанку рада приватне школе отвара се државна школа 1840. године. Већ следеће године школа је престала да се издржава из државног буџета, па се „пребацила “ на општински буџет. Тада је имала три разреда, а школска година почињала је 1. септембра, а завршавала се 30. јуна.
Школа је радила у приватној кући Петра Вучкићевића. Због повећаног броја ученика морала се изградити нова школа, па је зато 9. јануара 1869. године Начелство јагодинског округа послало захтев министру просвете. Школа је саграђена 1872. године, а учитељ је био Атанасије Поповић. Имала је један спрат.
Године 1933. школи је дограђен спрат, а у то време имала је 447 ученика. Године 1950. наставнички колектив чинили су Љубивоје Бајић, Станимир Костић, Славка Костић, Нада Јабланов, Радмила Димитрић, Владислав Андрић и Љубинка Томић. Школа је 1961. проглашена за најбољу у ФНРЈ. Током једног времена звала се ОШ „Маршал Тито”.
Ову школу похађао је српски глумац, сценариста и редитељ Радош Бајић.